# コロニアル・ラプター
コロニアル・ラプターは、米国のSFテレビドラマ『GALACTICA/ギャラクティカ』(パイロット版別題『バトルスター ギャラクティカ サイロンの攻撃』)に登場する人類側が運用する架空の軍用航空機。
　

## 概要
哨戒・航空管制・偵察・輸送・調査・救助・攻撃など様々な用途に利用されるコロニアル軍配備の多目的VTOL/STOL航空機。ホバリング可能。実在の兵器で言えば偵察機・電子戦機・早期警戒管制機・軍事ヘリコプターを合わせたようなもの。40年以上前の第一次サイロン戦争時から使用されている傑作機である。コロニアル・バイパーと同じく大気圏内外両用利用(突入・離脱も)可能である。機体のサイズからバイパー用発進チューブは使用不可能なため、バトルスター(宇宙空母)からの離着艦は、ランディングベイ発着口により行われる。
外観は全体のイメージは亀のようなずんぐりとした形で、前方にバブルキャノピーのコックピットがあり、胴体中央部からはステップを兼ねる分厚めの主翼が伸び、同じく胴体部進行方向の左側側面に乗降用のガルウィング型ハッチが設置されている。そして後方には2基の円筒型亜光速エンジンノズルが並んで配置されており、このノズルを挟むようにノズル外側に2枚の垂直尾翼がある。垂直離着陸時はメインエンジンではなく、主翼下の補助ノズルを使用する。
通常時はパイロットとECO(電子戦担当士官)がペアで乗り込むが、この2人を含めて、最大10人程度の兵員・人間を輸送することができる。
高性能な探査・通信機器を搭載しているため、調査・偵察ミッションやバイパー隊の航空管制、電子戦(ECM・ECCM)などの任務に多用される。また、救出ミッション用に電気ショックなどの医療機器も搭載されている。
前述の調査・偵察ミッション及び航空管制ミッション運用機としての性格上、艦隊及び攻撃隊から任務該当空域に先行することが多い。このため、短距離ジャンプ用の簡易FTLドライブを搭載している。
基本的には非武装だが、オプションとしてレールカノン・ミサイルポッド・爆弾・デコイ等を装備可能。また、防御兵装としてミサイル回避用のチャフを標準装備している。調査ミッション用の探査・通信ポッドも装備。
【スペック】
- 全長 8.54m／全高 2.9m／自重 50t／翼長 5.6m
- 亜光速エンジン 2基／簡易型FTLドライブ 1基